# 宥州
宥州（ゆうしゅう）は、中国にかつて存在した州。唐代から西夏にかけて、現在の内モンゴル自治区オルドス市西部に設置された。

## 概要
738年（開元26年）、唐により江淮に移住させていた胡人の家族たちを蘭池都督府の地に呼び戻し、宥州と延恩・懐徳・帰仁の3県を立てさせた。742年（天宝元年）、宥州は寧朔郡と改称された。757年（至徳2載）、寧朔郡は懐徳郡都督府と改められた。758年（乾元元年）、懐徳郡都督府は宥州の称にもどされた。宝応の後に宥州は廃止された。814年（元和9年）、経略軍に宥州が置かれた。延恩県に州治が置かれた。820年（元和15年）、長沢県に州治が移されたが、吐蕃の攻撃を受けて陥落した。824年（長慶4年）、夏州節度使の李祐により再び宥州が置かれた。
後に宥州は西夏の統治下に入り、宥州嘉寧監軍司が置かれた。
元代には、宥州の名は見られなくなった。